# 曹古乡
曹古乡，是中华人民共和国四川省凉山彝族自治州冕宁县曾经下辖的一个乡。2019年12月，撤销曹古乡，所属行政区域划归彝海镇管辖。

## 行政区划
曹古乡撤销前下辖以下地区：
扯羊村、大堡子村和大马乌村。